# Jastrzębiec
Jastrzębiec [jasˈtʃɛmbʲɛts] ist eine polnische Wappengemeinschaft, die seit dem Jahre 1319 besteht. Einige Mitglieder gehörten zum polnischen Hochadel.
Die mächtige Wappengemeinschaft hatte großen politischen Einfluss auf die Politik des polnisch-litauischen Adels. Zahlreiche Familienmitglieder der Jastrzębiecs bekleideten hochrangige Ämter im polnischen Staat. Auch führten einige Mitgliedsfamilien (etwa 10) des Wappenstammes im Gegensatz zu anderen polnischen Adelsgeschlechtern Titel wie Hrabia (Graf), und (Baron), beispielsweise die Grafen Litwicki.

## Ursprung
Ihr Ursprung liegt im heutigen Masowien. Der Stammsitz des Adelsgeschlechts der Jastrzębiec ist ein Gut mit dazugehörigem Schloss in der polnischen Gemeinde Konopnica, weshalb im Wappen von Konopnica auch die Symbole der Jastrzębiec (Hufeisen und Ritterkreuz) enthalten sind.  Die Familie Jastrzębiec war beziehungsweise ist in mehrere Zweige gegliedert, die zwar unterschiedliche Nachnamen haben, jedoch das gleiche Wappen tragen. Der Name Jastrzębiec leitet sich von jastrząb ab, dem polnischen Wort für Habicht, weshalb dieser auch das Wappentier der Jastrzębiec ist.
Im Gegensatz zu anderen europäischen Adelsfamilien haben die polnischen Adeligen kein von und/oder zu (bzw. de [franz.] oder of [engl.]) in ihrem Nachnamen, sondern führen den Namen des Hauses/Ortes beziehungsweise des Adelsgeschlechts mit dem Zusatz -ski oder [seltener] -icz.

## Beschreibung des Wappens
Das Wappentier der Jastrzębiec ist der Habicht. Er sitzt im Kleinod über der Krone und hat ein gelbes Hufeisen mit einem gelben Ritterkreuz in seiner Mitte in der Kralle, das Zeichen der Jastrzębiec. Sonst zeigt das Kleinod  einen Ritterhelm, der eine Krone auf dem Kopf und eine goldene Kette mit einem goldenen Amulett um den Hals trägt. Im  Wappenschild befinden sich ein gelbes Hufeisen mit einem gelben Ritterkreuz in seiner Mitte auf hellblauem Hintergrund. Helmdecken gelb und blau.

Flagge der Jastrzębiec (identisch mit der ukrainischen Flagge, die in der Flagge des Rurikiden ihren Ursprung hat)

## Namhafte Persönlichkeiten aus der Linie Jastrzębiec
- Adam I. Konarski, polnischer Geistlicher, Bischof von Posen
- Leontios Pełczycki († 1595), orthodoxer Bischof von Chełm und Pińsk
- Jona Gogol († 1603), orthodoxer und unierter Bischof von Pińsk
- Bartłomiej Paprocki (1540–1614), Begründer der polnischen Heraldik
- Stanisław Konarski (1700–1773), polnischer Gelehrter
- Christian Johann Nepomuk Dassanowsky (1780–1839) k.k. Hofreisen-Direktor und Obersthofpostamts-Official zu Wien
- Jan Henryk Dąbrowski (1755–1818), polnischer General
- Nikolai Wassiljewitsch Gogol (1809–1852), ukrainisch-russischer Schriftsteller
- Józef Ignacy Kraszewski (1812–1887), polnischer Schriftsteller
- Wladyslaw Taczanowski (1825–1893), Mitglied des deutschen Reichstages
- Saturnin Kwiatkowski, polnischer Historiker des 19. Jahrhunderts
- Anton von Taczanowski (1847–1917), Mitglied des preußischen Herrenhauses
- Bronisław Malinowski (1884–1942), polnisch-britischer Sozialanthropologe
- Franciszek Dąbrowski (1904–1962), polnischer General
- Elfi von Dassanowsky (1924–2007), Filmproduzentin, Opernsängerin, Pianistin
- Johannes Bobrowski (1917–1965), deutscher Lyriker und Erzähler[2]
- Wojciech Arkuszewski (* 1948), polnischer Politiker

## Städte
- Konopnica
- Ropczyce

## Wahlspruch
- Bolesta, Kamiona, Lubrza, Łazęka, Nagody, Nagórę, Zarazy

## Familien
1109 Familien: Abrahamowicz, Abramowski, Adamczewski, Adamowski, Adamski, Ajdukiewicz, Akreyć, Albinowski, Anasiński, Andrzejkonis, Arkuszewski, Bachmiński, Baliński, Bałutowicz, Bandzisławski, Bantowski, Banty, Baracewicz, Baranowski, Barański, Barszcz, Bartoszewski, Bazalewicz, Bąklewski, Bąski, Bekierski, Belkowski, Bełdowski, Bełkowski, Bełzecki, Bełżecki, Berdowski, Beski, Beykowski, Będzisławski, Bęski, Białobłocki, Białostocki, Białowiejski, Białowieski, Biejko, Biejkowski, Bielański, Bieleski, Bielewski, Bierczyński, Bierzyński, Bieykowski, Bieżyński, Bilawski, Bilewski, Bisiowski, Bitkowski, Bliński, Bnikowski, Bniński, Bobowski, Bobrowski, Bobrujek, Bogdaszewski, Bogusławski, Bohusz, Bolesławski, Bolesta, Bolestowski, Bolesz, Boniecki, Borbowski, Borchart, Bordziakowski, Borejka, Borejko, Borejko, Boreyka, Borowski, Borszowicz, Bortkiewicz, Boruta, Borzynowski, Borzysławski, Bossowski, Briganty, Brodecki, Bromicki, Bromirski, Brosina, Bruchowski, Brudkowski, Brudnicki, Brühl, Brumirski, Brykowski, Brzechwa, Brzeski, Brzezicki, Brzozowski, Brzuchański, Bućkiewicz, Budkiewicz, Budko, Budkowski, Budnik, Budny, Budryk, Budziski, Bugosławski, Bujko, Bujkowski, Bukiewicz, Bukowski, Burchard v. Bélavary de Sycava, Burkiewicz, Burski, Butkiewicz, Butkowski, Butowiec, Buykowski, Bylecki, Byszewski, Bytyński, Całkowski, Cedroński, Cernikowski, Chabicki, Chalimowicz, Chamski, Charbicki, Charczenko, Charzewski, Chełmicki, Chełstowski, Chilewski, Chłochoł, Chmielecki, Chmielewski, Chmielowski, Chocholewski, Chochoł, Chociński, Chodkiewicz, Chodkowski, Chodorowicz, Choraczewski, Chorczewski, Choromański, Choroszcza, Choroszewski, Chorzewski, Choszczewski, Chrapiewski, Chromski, Chrupcewicz, Chrypcewicz, Chrząstowski, Chudkowski, Chutkowski, Chwalibowski, Chwedkowicz, Chylewski, Chyliński, Ciaszyński, Ciekliński, Ciesielski, Ciesiewski, Cieszejowski, Cieszewski, Cieszyński, Ciołkowski, Cioromski, Cisowski, Ciszewski, Ciuszowski, Cudzinowski, Czajka, Czajkowski, Czapiejewski, Czapiewski, Czapiewski, Czarnomiński, Czarnomski, Czartkowski, Czasławski, Czeczotek, Czeczotka, Czempkowski, Czempowski, Czepowski, Czerepowicz, Czereptowicz, Czerniawski, Czernicki, Czerwicki, Czesiejko, Czeski, Czeszejko, Czeszowski, Czeżowski, Cziszewski, Czyżewski, Ćwierzycki, Dabisz, Dabiża, Dakowski, Dąbrowski, Dembowski, Demożyrski, Dersław, Dębowski, Długołęski, Dobaniowski, Dobrski, Domaradzki, Domaszewski, Domaszyn, Domejko, Domeyko, Dorański, Dorbski, Dramiński, Drągowski, Drochowski, Drozd, Drozda, Drozdowicz, Drozdowski, Drożdżowski, Drózd, Druchowski, Dryżynowski, Drzewiecki, Drździewicz, Dudycki, Dudycz, Dumaszewski, Duński, Duprski, Duprzski, Dymistrowski, Dymitrowicz, Dymitrowski, Dymowicz, Dzainkowski, Dzetnarowski, Dziaczkowski, Dziakoński, Dziankowski, Dziechciejowski, Dzierożyński, Dzierzgowski, Dzierzkowski, Dzierżgowski, Dziewanowski, Dziębakowski, Dzięcielski, Dzięgielewski, Dzięgielowski, Dzikowski, Dzirwanowski, Dziewanowski, Erlicki, Eymont, Ezofowicz, Fabecki, Falęcki, Falkowicz, Fedczenko, Filkiewicz, Fiszer, Frykacz, Fundament, Galusiński, Garbiński, Gardzienicki, Gardziński, Gaszyński, Gebart, Gembart, Gerałtowski, Gębart, Gębicki, Giboski, Gibowski, Gierałtowski, Gierszewski, Girtowicz, Gleszczyński, Gliński, Gliszczyński, Głoczyński, Głodziński, Głoskowski, Głuszecki, Głyszczyński, Godziszewski, Golański, Gołaski, Goławski, Gołdziecki, Gołocki, Gołuszewski, Gomołka, Gongid, Gorczycki, Gorecki, Gorzechowski, Gostyński, Gosuński, Goszycki, Goślicki, Gottleb, Górecki, Grabkowski, Grabowski, Grampowski, Grasimowski, Grazimowski, Grazimski, Grembiecki, Grębecki, Grodecki, Grodowicki, Grudecki, Grudnicki, Grzankowski, Grzebski, Grzegorzewicz, Grzegorzewski, Grzembski, Grzębski, Grzywiński, Gurski, Gussowski, Guziński, Guzowski, Gużewski, Habicht, Hackiewicz, Hadzkiewicz, Haszlakiewicz, Hejden, Hejsman, Hermanowski, Hobolewski, Hodorowicz, Hohol, Hoholewski, Hoholewski, Horoszewski, Horożański, Hrom, Hryńkowicz, Humański, Huniawski, Idźkowski, Iwański, Iwaszkiewicz, Iwoński, Jabłoński, Jaczyński, Jadamczewski, Jadamczowski, Jadamowski, Jagociński, Jakowski, Jakubowski, Jakucewicz, Janczewski, Janikowski, Janiszewski, Jankowski, Janowski, Jarkuszewski, Jarmaszewicz, Jarociński, Jasieński, Jasiński, Jastrzębecki, Jastrzębiec, Jastrzębski, Jaszczukiewicz, Jaszczyc, Jaszczyca, Jaślikowski, Jawgiel, Jaworski, Jączewski, Jelowski, Jewski, Jewsko, Jeżewski, Jeżowski, Jędrzejewski, Jędrzejowski, Jodłowicki, Jodłownicki, Jonczewski, Julkowski, Jurkowski, Kaczyński, Kalicki, Kamieński, Kamiński, Kapica, Karasowski, Karaśnicki, Kardoliński, Karski, Karsznicki, Karśnicki, Karwacki, Kaszewski, Kaznowski, Kaźnicki, Każnicki, Kępski, Kibort, Kibortowicz, Kierkiłło, Kierski, Kierzkowski, Kierznowski, Kinatowicz, Kiwerecki, Kiwerski, Klamborowski, Klembowski, Klepacczewski, Klębowski, Klimaszewski, Kliszewski, Kluczowski, Kłębowski, Koczański, Koczowski, Kokowiński, Kołwzan, Konarski, Konarzewski, Konopnicki, Kopajski, Koperni, Kopesz, Kopeszy, Koroszewski, Kosiłowski, Kosiorek, Kosmaczewski, Kosnowicz, Koszczan, Koszczen, Koszłowski, Kościan, Kościej, Koścień, Kościey, Koziebrodzki, Koziński, Koziobrocki, Koziobrodzki, Kozłowicki, Kozłowski, Krasiewski, Krasowski, Krassowski, Krasucki, Krasuski, Kraszewski, Kroszewski, Krzcięcki, Krzczęcki, Krzesimowski, Krzywański, Ksiąski, Ksiązki, Księżopolski, Kucharski, Kucicki, Kuczkowski, Kuczycki, Kudbrym, Kudbryn, Kudułtowski, Kukawski, Kukowski, Kul, Kulba, Kulesza, Kulkowski, Kumatycki, Kumpikiewicz, Kuropatwa, Kuźma, Kuźmicki, Kuźnicki, Kużlatycz, Kwiatkowski, Lachowski, Laudański, Laudon, Lawdański, Lazański, Leimnan, Lemnicki, Lenartowicz, Lendziewicz, Lesiński, Leśniobrodzki, Lgocki, Ligowski, Lisicki, Lubecki, Lubowidzki, Luszczkowski, Lutomierski, Lutomirski, Łachowski, Łagiewnicki, Łańcuchowski, Łapuszewski, Łaszewski, Ławcewicz, Ławdański, Łazęka, Łazicki, Łazieński, Łaziewski, Łempiński, Łętkowski, Łobaczowski, Łobocki, Łobodzki, Łomski, Łozicki, Łuczaj, Łuczawski, Łukomski, Łukowicz, Łukowski, Łużański, Łysakowski, Machczyński, Maciejowski, Maciuński, Macuński, Majer, Majewski, Majkowski, Makomaski, Makomeski, Maksymowicz, Malczyński, Maleczyński, Malejewski, Malejowski, Malewski, Malinowski, Maliszewicz, Maluski, Maluszyński, Małaszycki, Małoklęcki, Małoklęski, Małuski, Małużycki, Małżycki, Mańkowicki, Mańkowski, Marcisz, Marszewski, Marszowski, Marzewski, Maskowski, Massakowski, Maszkowski, Matczyński, Mayer, Mazewski, Mazidłowski, Mączyński, Miecielski, Miernicki, Mierzyński, Mietelski, Mietlicki, Międzyleski, Międzylewski, Mikołajek, Milanowski, Milącki, Milejewski, Milejowski, Milewski, Miłodrowski, Minkowski, Mirciński, Mirczyński, Miroszowski, Mirski, Mirz, Mirza, Mirzecki, Mirzeński, Mirzewski, Mirzyński, Miszeński, Miszyno, Mitelski, Mniewski, Modeński, Modleński, Modryński, Modrzycki, Modrzyński, Mojkowski, Mojski, Morchonowicz, Morski, Mosakowski, Mossakowski, Moszczybrodzki, Mościborski, Mościbrodzki, Moykowski, Moyski, Mszczuj, Mussakowski, Mysłowski, Mystkowski, Mysyrowicz, Myszkowski, Myśliński, Myśliszewski, Myśliszowski, Nagora, Nagóra, Nagórka, Nagórniczewski, Nagórski, Nasiegniewski, Nasięgniewski, Necz, Nemir, Nichowski, Nicz, Niedroski, Niedrowski, Niegocki, Niegoszewski, Niejeszowski, Niemiera, Niemierowicz, Niemira, Niemirowicz, Niemsta, Niemygłowski, Niemyski, Nierowski, Nieśmierski, Niewęgłowski, Niezdroski, Niezdrowski, Niskowski, Noniewa, Noniewski, Nowajewski, Nowicki, Nowierski, Nowiewski, Nowiewski, Nowomiejski, Nowowiejski, Nowowieski, Obłow, Obłów, Obniński, Obniski z Obniża, Ocieski, Oczkowicz, Oględowski, Olawski, Olizarowski, Olszański, Olwita, Opatkowicz, Opatkowski, Opojewski, Opojowski, Opolski, Orłowski, Osiecki, Ostendowski, Pabianowski, Paciński, Paczoski, Paczowski, Paczyński, Pakosz, Pakowski, Palancki, Palczycki, Palczyński, Palkiewicz, Panczenko, Papieski, Paprocki, Pawłowski, Pelcka, Pelkowski, Pełczewski, Pełczycki, Pełczyński, Pełka, Pełkowski, Perwoyn, Perwyń, Peszkowski, Pet, Petkowski, Pett, Pęcławski, Pętkowski, Pharnski, Pielchowski, Pieńczykowski, Piersnicki, Pieszkowski, Pilawski, Pilch, Pilchowski, Pilichowski, Piłchowski, Piniński, Pniewski, Podborski, Polikowski, Polkowski, Połubiński, Popławski, Porczyński, Poremba, Poręba, Poręczyński, Powczowski, Powierski, Preis, Preiss, Preisz, Preyss, Prokuli, Protaszewicz, Przeciszowski, Przedpełski, Przedpolski, Przedziński, Przedzyński, Przegaliński, Przepałkowski, Przeradzki, Przesiecki, Psarski, Pszczołkowski, Pszczółkowski, Pszonka, Ptaszek, Puszcz, Rachański, Raciąski, Racibor, Raciborowski, Raczykowski, Raczyński, Radzibor, Rafanowicz, Rajuniec, Ramotowski, Relicki, Rembieszycki, Rembiewski, Rembiszewski, Repczyński, Reys, Rębiecki, Rębieszowski, Rębiewski, Rębiszowski, Rodecki, Rogowski, Rojkiewicz, Rokiczan, Roliński, Rolski, Rosaiński, Rotkiewicz, Rowbicki, Roykiewicz, Rozembalski, Rozembarski, Roznowski, Rożnowski, Różewicki, Rubert, Rucki, Rudnicki, Rutkiewicz, Rychłowski, Ryfiński, Rytwiański, Rytwiński, Ryzgiewicz, Rzążewski, Rzesiński, Rzestkowski, Rzeszkowski, Rześnicki, Rzołkowski, Sadło, Sadziński, Sadzyński, Sajdak, Saknowski, Salmonowicz, Sarbski, Sarnowski, Sasiewicz, Sasimski, Sasin, Sasinowski, Sasiński, Sawicki, Sądziński, Sądzyński, Sczepkowski, Sczyt, Secemski, Serafin, Serwatowski, Sędzikowski, Sędziszewski, Sęk, Siebiszowski, Siemiątkowski, Siemiętkowski, Simowski, Siudziński, Siwowąs, Skabajewski, Skłodowski, Skopowski, Skorczycki, Skorski, Skorycki, Skorzycki, Skórczycki, Skórski, Skrocki, Skrzeszewski, Skrzeszowski, Skrzetuski, Skrzycki, Skrzypkowski, Skrzyszowski, Skubajewski, Skubniewski, Skurczycki, Skurczyński, Skurski, Sliź, Sładkowski, Sławecki, Sławęcki, Sławicki, Sławiec, Słodowicz, Sługocki, Smolski, Smólski, Sobiczewski, Sobiczowski, Sobkowski, Sokoliński, Sokolnicki, Sokolnicki Anasik Anasiński, Somowski, Sparewicz, Spicki, Srokowski, Stalimierski, Stalimierski, Stalmirski, Starczewski, Stasiniewicz, Stawiński, Stegwił, Stegwiłło, Stein, Steygwiłło, Stępnicki, Stoczek, Strachocki, Strachowski, Stradowski, Strupczewski, Strużyński, Strzelecki, Strzembosz, Strzeszkowski, Strzeszowski, Stużeński, Suchorski, Sulaczewski, Suleński, Suliński, Sułaczewski, Sumowski, Szaknowski, Szalawski, Szaławski, Szasiewicz, Szaszewicz, Sządziński, Szczegłowski, Szczemski, Szczepanski, Szczepkowski, Szczesnowicz, Szczęsnowicz, Szczkowski, Szczygłowski, Szczyt, Szczyt Niemirowicz, Szczytowski, Szebiszowski, Szeczemski, Szegajło, Szelągowski, Szendel, Szokalski, Szomański, Szuleński, Szumański, Szumicki, Szumowski, Szumski, Szwab, Szwan, Szwański, Szydłowski, Szymoński, Szymowski, Śladkowski, Śmiodowski, Świątecki, Świerszcz, Święcicki, Taczanowski-Dassanowsky, Taniewski, Tański, Tarnawiecki, Techlowicz, Telowski, Tempowski, Tempski, Tłokieński, Tłokiński, Tłubicki, Tłubiński, Tobolski, Tomczycki, Trzebieński, Trzebiński, Trzepieński, Trzepiński, Trzesiewski, Trzeszewski, Turłaj, Tymicki, Tynicki, Uchacz, Ufniarski, Ulatowski, Umański, Unierzyski, Uściański, Uznański, Użwęcki, Waczkowski, Waczowski, Wadaszyński, Waga, Warzeński, Wasiłło, Waszkowski, Waszkowski, Wawrowski, Wawski, Wądołkowski, Wąkczewski, Weleszewicz, Wędziński, Węglowski, Węsierski, Wężyk, Wiałowicz, Wierciszewski, Wierzbicki, Wierzbiński, Wierzbowski, Wierżbowski, Wiewiecki, Wigłosz, Wiktorowski, Wirożepski, Witosławski, Witowski, Wityński, Wizbor, Włochowski, Wnuczek, Wnuk, Wodziński, Wodzyński, Wolecki, Wolęcki, Wolicki, Wolski, Worański, Wroblewski, Wroblowski, Wrzący, Wydżga, Wygnański, Wykowski, Wyrowski, Wyrozembski, Wyrozemski, Wyrozębski, Wyrozębski Kunat, Wyrozęski, Wyszkowski, Wytyński, Wzdulski, Xiężopolski, Zadorski, Zagorski, Zagórski, Zail, Zajadlewski, Zajkowski, Zakowski, Zakrzewski, Zakrzowski, Zalesicki, Zalesycki, Zalewski, Zalisławski, Zamieński, Zarski, Zarzeczny, Zasławski, Zawadzicki, Zawadzki, Zawidzki, Zawilski, Zawistowski, Zawitniewicz, Zawojski, Zawoyski, Zaykowski, Zberowski, Zborcicki, Zborowski, Zborzeński, Zbylut, Zdan, Zdumowski, Zdunowski, Zdzierszek, Zdzierżek, Zdzieszek, Zebierzowski, Zerek, Zernowski, Zieleziński, Zieliński, Zielonka, Zub, Zubowicz, Zub-Zadnowicz, Zugowski, Zukowski, Zułkowski, Żadkiewicz, Żakowski, Żarnowski, Żarski, Żdanowicz, Żegocki, Żelazowski, Żendzian, Żendzianowski, Żereg, Żerkowski, Żernowski, Żędzian, Żędzianowski, Żółkowski, Żukowski, Żydkiewicz, Żydkowski, Żymirski, Żytkiewicz, Żytkiewski